# Liste des présidents de l'Assemblée du peuple (Syrie)
Cet article dresse la liste des présidents de l'Assemblée du peuple de Syrie. Le dernier président est Hammouda Sabbagh.

## Liste
- Hadiya Khalaf Abbas : du 6 juin 2016 au 20 juillet 2017.
- Hammouda Sabbagh : du 28 septembre 2017 au 8 décembre 2024.